# 高松市立古高松中学校
高松市立古高松中学校（たかまつしりつ ふるたかまつちゅうがっこう）は、香川県高松市新田町にある市立中学校。

## 概要
高松市の東部、古高松地区に位置する唯一の中学校である。

## 学校データ
- 生徒数：524人（2010年度[1]）

学校施設（2009年5月1日時点）
- 普通教室：28教室
- 特別教室：16教室
- 校舎面積：6962m2
- 体育館面積：1154m2

服装規定
- 制服：あり（通年必用）[2]

## 歴史
かつてこの地区には同名の旧・古高松中学校が存在したが1954年（昭和29年）に屋島中学校への統合により廃止されている。その後、1984年（昭和59年）4月1日に屋島中学校から分離新設されて現在の古高松中学校が開校した。旧古高松中学校の校区をほぼ継承し、同校の校章を元に現在の古高松中学校の校章が作られた。

### 年表
- 1984年（昭和59年）4月1日 - 開校。
- 1985年（昭和60年）2月 - 校歌制定。
- 1991年（平成3年）1月 - 完全給食開始。
- 2004年（平成16年）4月1日 - 高松市立小中学校全校で3学期制を廃して2学期制を導入。

### 全校生徒数の推移
古高松中学校の生徒数は2003年まで大幅に減少していたが、2004年からは下げ止まりの傾向がある。
- 1999年度：681人
- 2000年度：659人（-22人）
- 2001年度：602人（-57人）
- 2002年度：568人（-34人）
- 2003年度：498人（-70人）
- 2004年度：498人（0人）
- 2005年度：506人（+8人）
- 2006年度：517人（+11人）
- 2007年度：545人（+28人）
- 2008年度：523人（-22人）
- 2009年度：521人（-2人）
- 2010年度：524人（+3人）

## 教育目標
- 自ら考え学ぶ、心豊かでたくましい生徒の育成

## 通学区域
通学区域は高松市古高松地区の全域。それに加えて前田地区の夕陽ヶ丘団地も校区としている。
- 高松市
  - 高松町
  - 春日町
  - 新田町
  - 前田西町758番地～760番地、762番地（762番地1を除く）、763番地2

## 進学前小学校
- 高松市立古高松小学校
- 高松市立古高松南小学校

## 校区内の主な施設
- 国道11号高松北バイパス
- 香川県道10号高松長尾大内線（さぬき東街道）
- 高松市道室町新田線
- JR屋島駅、古高松南駅
- ことでん志度線古高松駅
- 高松市役所古高松出張所
- 高松市東消防署
- 高松東郵便局
- 国立病院機構高松医療センター
- 高松大学

## 交通
- JR屋島駅より徒歩15分（0.9km）
- ことでんバス高松医療センター・大学病院線 古高松小学校前バス停より徒歩9分

## 著名な出身者
- 黒瀬真奈美 - 元女優
- 南川忠亮 - プロ野球選手